# Trzemżal
Trzemżal – wieś w Polsce położona w województwie wielkopolskim, w powiecie gnieźnieńskim, w gminie Trzemeszno.

## Położenie i charakter

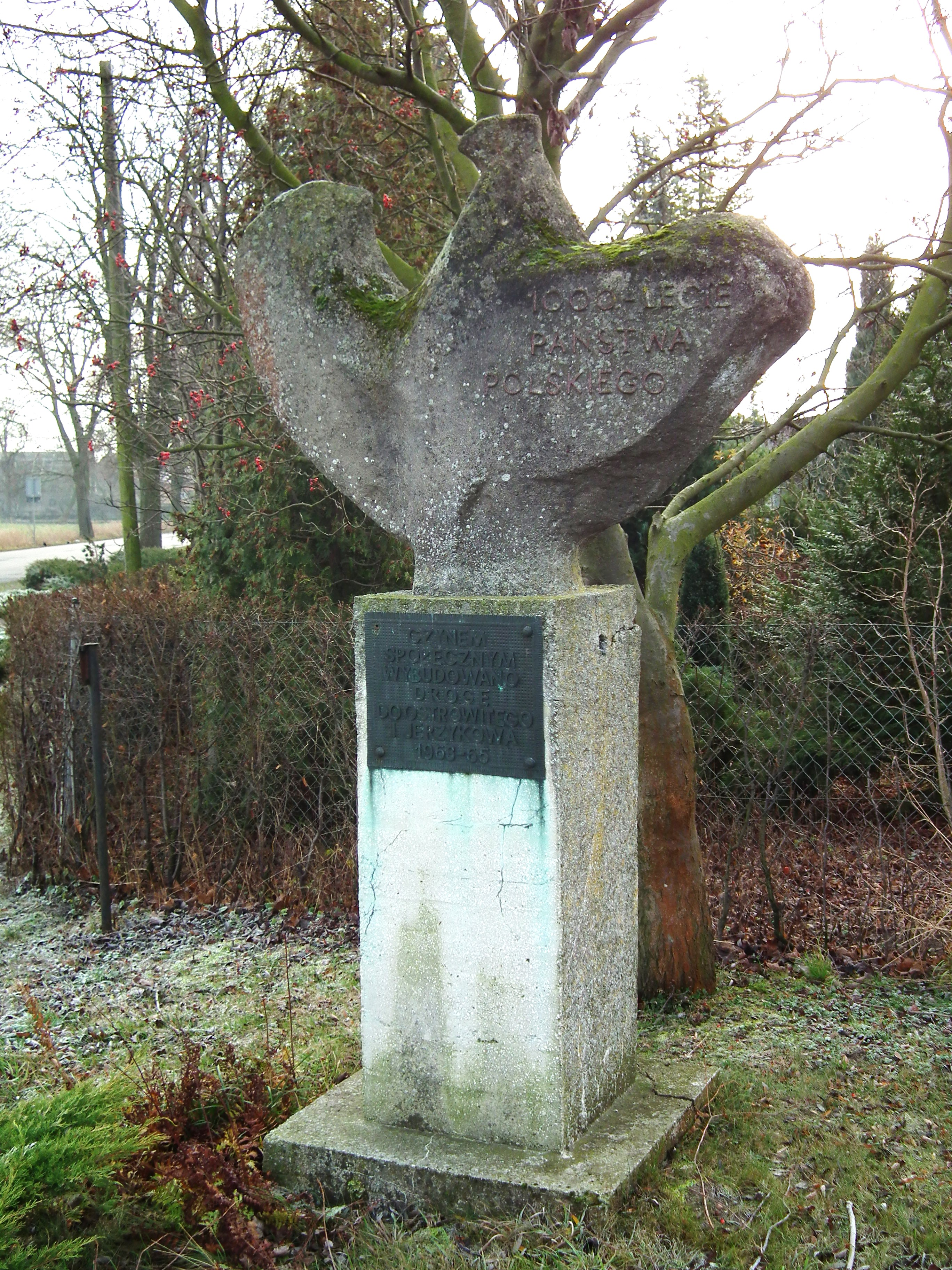
Pomnik Tysiąclecia

Trzemżal jest liczącą 750-800 mieszkańców wsią sołecką położoną w południowo-wschodniej części gminy Trzemeszno oddaloną 7 kilometrów od Grodu Kilińskiego, który leży w powiecie gnieźnieńskim. Jako sołectwo sąsiaduje z: Mijanowem, Popielewem, Zieleniem, Ostrowitem, Miławą, Kamieńcem i Szydłowem. Miejscowość usytuowana jest na wysokości około 100 m n.p.m. w równinnym, bezleśnym terenie. W Trzemżalu znajdują się gleby dobrych klas oraz rozwinięta jest wysokowydajna produkcja rolna i hodowlana. Sołectwo posiada dobrą sieć dróg asfaltowych ułatwiających dojazd do gospodarstw i pól. 
W swoich początkach Trzemżal należał do klasztoru kanoników regularnych w Trzemesznie i stanowił wraz z sąsiednimi miejscowościami jego gospodarcze zaplecze. Wieś duchowna, własność opata kanoników regularnych w Trzemesznie pod koniec XVI wieku leżała w powiecie gnieźnieńskim województwa kaliskiego. Skromna początkowo osada rozwinęła się i przerodziła w XIX w. w samodzielną wieś. Jak cała Wielkopolska, tak i Trzemżal w okresie zaborów był przedmiotem germanizacji. W 1895 roku pruska Komisja Kolonizacyjna wykupiła majątek Trzemżal i rozparcelowała go. W tym okresie połowę ludności wsi stanowili Niemcy. Pozostałością tamtego okresu jest stary gmach szkoły niemieckiej z 1901 roku. Przeciwwagą dla polityki germanizacyjnej było powstanie w 1915 roku szkoły polskiej.
Natychmiast po wyzwoleniu spod okupacji hitlerowskiej przystąpiono do organizacji polskiej szkoły. Powstawały również organizacje społeczne, bowiem w 1946 roku zaczęło działalność Koło Gospodyń Wiejskich. Reaktywowano również działalność straży pożarnej. 5 października 1954 roku uchwałą Wojewódzkiej Rady Narodowej w Bydgoszczy powołano w powiecie Mogilno 27 gromad, w tym gromadę Trzemżal. Miała ona powierzchnię 57 km kwadratowych. W 1960 roku zamieszkiwało ją 187 osób, a 10 lat później 1921 mieszkańców. Należała pod tym względem do najmniejszych w powiecie mogileńskim. Na jednego mieszkańca przypadało wtedy 2,52 ha – najwięcej w powiecie, a z pracy w rolnictwie utrzymywało się 84,7% ludzi. W 1971 roku Trzemżal posiadał palmę pierwszeństwa w powiecie pod względem największej liczby traktorów w stosunku do powierzchni gruntów ornych. W 1955 roku powstała w Trzemżalu biblioteka publiczna, która 10 lat później należała do czytelniczej czołówki w powiecie. Działał tu Klub Rolnika, a w 1975 roku otwarto Wiejski Dom Kultury. 
W latach 1954–1971 wieś należała i była siedzibą władz gromady Trzemżal, po jej zniesieniu w gromadzie Trzemeszno. W latach 1975–1998 miejscowość administracyjnie należała do województwa bydgoskiego. 

## Obiekty
We współczesnym Trzemżalu funkcjonuje Zespół Szkół Szkoła Podstawowa i Gimnazjum, Urząd Pocztowy, sklepy, przystanek PKS, stacja benzynowa, działa Ochotnicza Straż Pożarna i Koło Gospodyń Wiejskich. Wieś posiada także przedszkole, sieć hydrantową, punkt weterynaryjny, świetlicę wiejską oraz kilka podmiotów gospodarczych. W 1995 roku parafia Trzemżal została połączona unią personalną z parafią Szydłowo. Msze święte odbywają się w kościele parafialnym pw. Św. Józefa Rzemieślnika wybudowanym w 1985 w Trzemżalu. Celebrowane są przez proboszcza parafii ks. Romana Płaczka.
Na rozwidleniu dróg do Słowikowa i Ostrowitego stoi pomnik postawiony z okazji Tysiąclecia Państwa Polskiego. Upamiętnia on wybudowanie w czynie społecznym drogi do Ostrowitego i Jerzykowa (1963-1965). 

## Osoby
10 grudnia 1888 w Trzemżalu urodził się major Mieczysław Sylwester Paluch – organizator i jeden z wyższych dowódców powstania wielkopolskiego oraz współorganizator II powstania śląskiego.